# Близнюковский район
Близнюко́вский (изначально Близнецо́вский) райо́н (укр. Близнюківський район) — упраздённый район Харьковской области Украины. Создан в 1923 году в Екатеринославской губернии, передан в Харьковскую в 1926 году, упразднён в январе 1963 года, возобновлён 4 января 1965 года, ликвидирован 17 июля 2020 года (вошёл в состав Лозовского района).
Административный центр — посёлок Близнюки

## География
Район расположен в границах Полтавской равнины, в степной зоне южной части Харьковской области, на водоразделе Днепра и Северского Донца.
Общая площадь Близнюковского района составляет 1380 км².
На северо-западе он граничит с Лозовским, на северо-востоке — с Барвенковским районами Харьковской области, на юге — с Петропавловским и Павлоградским районами Днепропетровской области, на востоке — с Александровским районом Донецкой области.
Рельеф Близнюковщины равнинно-холмистый. Среди пахотных земель наибольшую часть занимают чернозёмы. Территория района перерезана многочисленными балками и речками. Всего по ней протекают семь рек: Самара, Бритай, Большая Терновка, Опалиха, Сухой Торец, Гнилушка и Литовщина.

## Административное устройство района
Близнецовский район был создан в 1923 году, его центром до 2020 года являлся посёлок Близнюки (изначально — Близнецы).
В 2020 году в рамках «оптимизации» районов в Харьковской области Верховная Рада оставила семь районов (без данного). 17 июля 2020 года в рамках административно-территориальной реформы по новому делению Харьковской области район был ликвидирован; его территория присоединена в основном к Лозовскому району.
На 2020 год район включал в себя:
| - Поселковых советов: 1 - Сельских советов: 19 | - Посёлков городского типа: 1 - Сёл: 97 |

### Местные советы
| Близнюковский поселковый совет Алексеевский сельский совет Алисовский сельский совет Башиловский сельский совет Берестовский сельский совет Бурбулатовский сельский совет Верхнесамарский сельский совет Добровольский сельский совет Кировский сельский совет Крыштоповский сельский совет | Лукашевский сельский совет Надеждинский сельский совет Новонадеждинский сельский совет Новоукраинский сельский совет Островщинский сельский совет Радгосповский сельский совет Самойловский сельский совет Семеновский сельский совет Софиевский сельский совет Уплатновский сельский совет |

### Населённые пункты
| с. Акимовка с. Александровка с. Алексеевка с. Алисовка с. Андреевка с. Анновка с. Анно-Рудаево с. Батюшки с. Башиловка с. Берестовое (Берестовский с/с) с. Берестовое (Добровольский с/с) с. Беспальцево пгт Близнюки с. Богдановка с. Бубново Первое с. Бурбулатово с. Валерьяновка с. Варваровка с. Васюково с. Верхневодяное с. Верхняя Самара с. Верховое с. Весёлое с. Вишнёвое с. Водолажское с. Водяное (большое) с. Водяное (малое) с. Вольное Второе с. Вольное Первое с. Григоровка с. Далёкое с. Дмитровка (Крыштоповский с/с) с. Дмитровка (Лукашовский с/с) | с. Доброволье с. Дубовое с. Дунино с. Зубово с. Катериновка с. Квитневое с. Кленовое с. Крыштоповка с. Ладное с. Луговое с. Лукашовка с. Марьевка с. Мирное с. Миролюбовка с. Морокино с. Мыловка с. Надеждино с. Настасовка с. Николаевка Вторая с. Николаевка Первая с. Никольское с. Новоалександровка с. Новоивановка с. Новомарьевка с. Новонадеждино с. Новониколаевка с. Новопавловка с. Новопокровка с. Новосёловка (Берестовский с/с) с. Новосёловка (Софиевский с/с) с. Новотроицкое с. Новоукраинка с. Новоуплатное | с. Одинецкое с. Остерское с. Островщина с. Павловка с. Плахтиевка с. Преображеновка с. Приволье с. Раздоловка с. Рудаево с. Рыжово с. Рясное с. Садовое с. Самойловка (Крыштоповский с/с) с. Самойловка (Самойловский с/с) с. Семеновка с. Серафимовка с. Сергеева Балка с. Слобожанское с. Софиевка с. Софиевка Первая с. Степовое с. Тимофеевка с. Уплатное с. Фёдоровка с. Холодное с. Червоное с. Шевченково Первое с. Шевченково Второе с. Широкое с. Энергетиков с. Якововка |

#### Ликвидированные населённые пункты
| с. Берестовое (Уплатновский с/с) | с. Выселок | с. Марьяновка |

## Население
Население Близнюковского района на 1 января 2019 года составляло 18 094 человека
Национальный состав населения
| № п/п | Национальность | Количество человек | %    |
| ----- | -------------- | ------------------ | ---- |
| 1     | украинцы       | 23242              | 90,2 |
| 2     | русские        | 2010               | 8    |
| 3     | белорусы       | 140                |      |
| 4     | армяне         | 111                |      |
| 5     | азербайджанцы  | 52                 |      |

Рождаемость в 2004 году составила 8,5 человек на 1 тысячу человек населения.
Смертность в районе в 2004 году — 20,8 человек на 1 тысячу человек населения.

## История
Территория Близнюковского района исторически относится к зоне заселения степных народов, проживавших на территории Украины.

### XVIII—XIX века
Первые оседлые поселения относятся к середине XVIII столетия, а бурное развитие района началось после прокладки железнодорожной магистрали Москва — Крым (Курско-Харьково-Азовская дорога) во второй половине XIX века.
Именно тогда происходит наиболее активное заселение этой местности.
Поселение Близнецы возникло до прокладки Курско—Харьковско—Азовской железной дороги в 1860-х годах.
Здесь построили в 1868-69 году железнодорожную станцию, которая имела название Надеждино.
Недалеко от станции возвышались две, похожие одна на другую, казацкие могилы — свидетели борьбы с татарскими ордами.
Именно отсюда, как рассказывают старожилы, и пошло название села, уже существовавшего в 1863 году и тогда разделённого на Близнецы-1 и Близнецы-2 .
В конце XIX столетия возле станции возник небольшой посёлок железнодорожников, в котором насчитывалось 15 жилых домов.
Первыми его поселенцами были железнодорожники.
Вслед за ними здесь поселились крестьяне из окружающих сёл, появились торговцы, которые соорудили хлебные закрома и начали покупать зерно.
Вскоре Близнецы стали важным пунктом по вывозу зерна и других сельскохозяйственных продуктов в разные города России.

### Первая половина XX века
В 1905 году здесь были сооружены две паровые мельницы, маслобойня, открыто несколько магазинов, а в 1910 году — создана первая агробаза.
В 1923 году, когда, согласно новому административно- территориальному делению, Близнецы стали центром новообразованного района Екатеринославской губернии; в 1926 (?) году село и район вошли в Харьковскую губернию.
В 1920-х — 1930-х годах здесь произошли значительные изменения: были открыты райсельстрой, библиотека, средняя школа, а 25 августа 1930 года вышел первый номер районной газеты «Красная звезда».
В 1930 была создана машинно-тракторная станция, в которой тогда насчитывалось 44 трактора, в 1935 году сооружена больница и поликлиника с детской консультацией.
По переписи 1939 года население Близнецов составляло 2276 человек.

### Великая Отечественная война
С первых дней войны тысячи жителей района отправились добровольцами на фронт, а всего за четыре года Великой Отечественной на фронт ушли свыше 10 тысяч мужчин и женщин, больше половины из которых погибли в боях за Родину.
Близнецовский район был оккупирован немецкими войсками в октябре 1941 года.
В годы войны линия фронта шесть раз пересекала данную землю, а немецкая оккупация продолжалась 566 дней.
Оккупанты подвергли район беспощадному разрушению, а его жителей — жестокому обращению.
Людей подвергали пыткам или казнили при малейшем подозрении в сопротивлении «новому порядку».
Только в райцентре за время оккупации были расстреляны около 100 человек.
Жители района активно сопротивлялись оккупантам.
На Близнюковщине действовали подпольщики и партизаны, которые доставляли немцам и их приспешникам массу проблем.
Подпольщики осуществляли диверсии, собирали и передавали командованию Красной Армии и партизанам разведданные о вражеских войсках и технике врага, срывали отправку хлеба в Германию, обеспечивали продовольствием партизан.
Многие народные герои не дожили до Победы и были замучены оккупантами.
Среди них Гонтаренко М. О., Сулима А. А., Складнева В. М., Трофименко Н. В., Ищенко Р. О., а также юные патриоты Юрий Старостин, Алексей Бельский и Василий Жук (пионерам-разведчикам Алексею и Василию было всего по 12 лет).
Жители района мужественно боролись против врага на фронтах Великой Отечественной войны.
1660 воинов возвратились с войны с боевыми наградами.
За проявленный героизм танкисту М. И. Мясникову, лётчикам Н. И. Сербиненко и М. С. Горкунову, артиллеристам В. М. Мовчанову и И. П. Петренко, пехотинцам П. Т. Ткаченко было присвоено звание Героя Советского Союза.
Позднее этого высокого звания был удостоен ещё один уроженец Близнюковской земли — Василий Петрович Колошенко.
А артиллеристы Н. Т. Грабовский, Н. И. Голубничий и М. А. Дураков стали полными кавалерами ордена Славы.
По данным военкоматов на фронтах Великой Отечественной войны погибло 5221 близнюковцев.
В районе есть семьи, в которые не возвратились после сражений четыре, пять, шесть, а то и семеро воевавших мужчин.
Так, в семье Притул из села Садовое погибло четыре брата, пятеро родных потеряла семья Чупрына из Берестовского сельсовета, шестеро — семья Грищенко из Бурбулатовского сельсовета, семеро — семья Онишко из села Первая Софиевка.
В боях с немецкими войсками за Близнюковский район погибли почти 4 тысячи солдат и офицеров Красной Армии.
В освобождении Близнюковщины принимала участие 31 гвардейская Барвенковская отдельная танковая бригада под командованием генерал-майора Д. М. Бурдова.
Бои за село и станцию Близнюки длились целые сутки.
Утром 15 сентября 1943 года Близнюки были полностью освобождены от немцев, а 16 сентября стала свободной и вся территория Близнюковского района.

## Известные жители
Среди уроженцев Близнюковщины немало выдающихся людей. Среди них:
- А. Криштофович, палеоботаник, чл.корреспондент АН СССР, академик АН УССР, лауреат Государственной премии СССР;
- В. Крутько, доктор медицинских наук, заслуженный врач Украины;
- В. Панасовский, кандидат философских наук;
- П. Валяльщик, поэт и писатель, член Союза писателей Украины, заслуженный деятель культуры;
- И. Валяльщик, член Союза писателей Украины, кандидат технических наук.

В разное время в районе работали заслуженные врачи республики М. Добровольский и М. Прокопенко, заслуженные учителя Украины Е. Плющ и Е. Тхор.
В ноябре 1943 года во время военного лихолетья звание Героя Социалистического Труда было присвоено близнюковцу Г. Кутепову.
В послевоенное время за значительные успехи в развитии народного хозяйства ещё 15 жителей Близнюковщины были удостоены этого высокого звания. Среди них: Г. Турбай, И. Гетманенко, Б.Токарев, В. Рыбак, И. Евтушенко, У. Доля, П. Зеленский, О. Харитонова, О. Маркелов, Ф.Шевченко, В. Романченко, М. Харченко, С. Гончаренко, В. Колесник, Б. Медведев.

## Экономика
Ведущей отраслью экономики района является сельское хозяйство и переработка сельхозпродукции.
Главное направление в сельскохозяйственном производстве — выращивание зерновых.
Молочно-мясное животноводство в упадке.
Посевы зерновых занимают 50 % пашни, ведущая культура — озимая пшеница.
Из технических культур выращивается подсолнечник и сахарная свекла.
Распределение земель в районе:
- пахотные земли — 104137 га (75,4 % всей площади района);
- леса и лесополосы — 5084 га;
- сады и ягодники — 1293 га.

На территории Близнюковского района работают около 40 предприятий по переработке сельскохозяйственной продукции.

## Социальная сфера
В настоящее время в Близнюковском районе функционируют 22 футбольных поля, 6 тренажёрных залов, 19 спортивных площадок и районный спортивный комплекс ФСТ «Колос» в пгт Близнюки.

## Достопримечательности
- Ботанический заказник местного значения «Бурбулатовский». Площадь — 99,1 га. Расположен около села Бурбулатово.
- Энтомологический заказник местного значения «Варваровский». Площадь — 3,0 га. Расположен возле села Варваровка, представляет собой участок на южном склоне балки. Тут проживает около 20 видов полезных насекомых — опылителей люцерны, среди них шмели и дикие пчёлы.
- Энтомологический заказник местного значения «Добровольский». Площадь — 5,0 га. Расположен около села Новоукраинка, представляет собой степной участок на склоне балки.
- Энтомологический заказник местного значения «Островщанский». Площадь — 5,0 га. Расположен возле посёлка Близнюки. Представляет собой участок на степном склоне балки, где растёт ковыль, шалфей и чебрец. Тут проживает более 30 видов полезных насекомых — опылителей сельскохозяйственных культур, в том числе редкие (дыбка степная, поликсена, богомол обыкновенный).
- Гидрологический заказник местного значения «Семёновский». Площадь — 185,6 га. Расположен между сёлами Ивановка Барвенковского района и Семеновка Близнюковского района.

## Религия
На территории района действуют следующие религиозные общины:
- Свято-Ильинская (православной церкви);
- Казанская Иконы Божьей Матери (Украинской православной церкви);
- Свято-Владимирская (православной церкви);
- Почаевская Иконы Божьей Матери (Украинской православной церкви);
- Рождества Пресвятой Богородицы (Украинской православной церкви);
- Свято-Вознесенская (Украинской православной церкви);
- Свято-Духовская (Украинской православной церкви);
- Преподобной Марии Египетской.